# Carmópolis
Carmópolis es un municipio brasileño del estado de Sergipe. Se localiza a una latitud 10º38'53" sur y a una longitud 36º59'20" oeste, estando a una altitud de 13 metros. Su población estimada en 2004 era de 10 671 habitantes. Posee un área de 404,6 km².